# Zweefvliegveld Malden
Zweefvliegveld Malden is gelegen in de bossen van Maldens Vlak tussen Nijmegen, Malden, Mook en Groesbeek in Nederland. De belangrijkste gebruikers van het zweefvliegveld zijn de Nijmeegse Aeroclub (NijAC), opgericht in 1954 en NSA Stabilo, de Nijmeegse studenten zweefvliegvereniging. Het vliegveld heeft twee banen, die haaks op elkaar staan, zodat er in vier verschillende richtingen kan worden gestart en geland. Bij het zweefvliegveld ligt een restaurant genaamd Boscafé de Zweef.